# Gare de Callac
La gare de Callac est une gare ferroviaire française de la ligne de Guingamp à Carhaix, située sur la commune de Callac dans le département des Côtes-d'Armor en région Bretagne.
C'est une gare de la Société générale de chemins de fer et de transports automobiles (CFTA), qui exploite la ligne en affermage pour le compte de la Société nationale des chemins de fer français (SNCF). Elle est desservie par des trains express régionaux TER Bretagne CFTA.

## Situation ferroviaire
Établie à 145 mètres d'altitude, la gare de Callac est située au point kilométrique (PK) 537,74 de la ligne de Guingamp à Carhaix, entre les gares des Mais et du Pénity.

## Histoire
Callac est une station, du Réseau breton, mise en service le 24 septembre 1893 avec l'ensemble de la ligne de Carhaix à Guingamp. La voie est alors à écartement métrique et la compagnie des chemins de fer de l'Ouest, concessionnaire de la ligne, en a confié l'exploitation en affermage à la Société générale des chemins de fer économiques. Les infrastructures reprennent les caractéristiques types du réseau, notamment un bâtiment voyageurs avec une halle à marchandise accolée, un petit bâtiment pour les toilettes et un abri disposé sur le quai central qui sépare la ligne et la voie de croisement.

## Fréquentation
De 2015 à 2023, selon les estimations de la SNCF, la fréquentation annuelle de la gare s'élève aux nombres indiqués dans le tableau ci-dessous.
| Année     | 2015   | 2016   | 2017   | 2018   | 2019   | 2020   | 2021   | 2022   | 2023   |
| --------- | ------ | ------ | ------ | ------ | ------ | ------ | ------ | ------ | ------ |
| Voyageurs | 22 912 | 21 166 | 24 032 | 23 917 | 27 278 | 29 476 | 36 048 | 40 638 | 41 523 |

## Service des voyageurs

### Accueil
Gare SNCF, elle dispose d'un bâtiment voyageurs en service, avec guichet, ouvert du lundi au vendredi. Un parking pour les véhicules est aménagé.

### Desserte
Callac est desservie par des trains TER Bretagne qui circulent sur la ligne 25b (Carhaix - Guingamp).

## Galerie de photographies

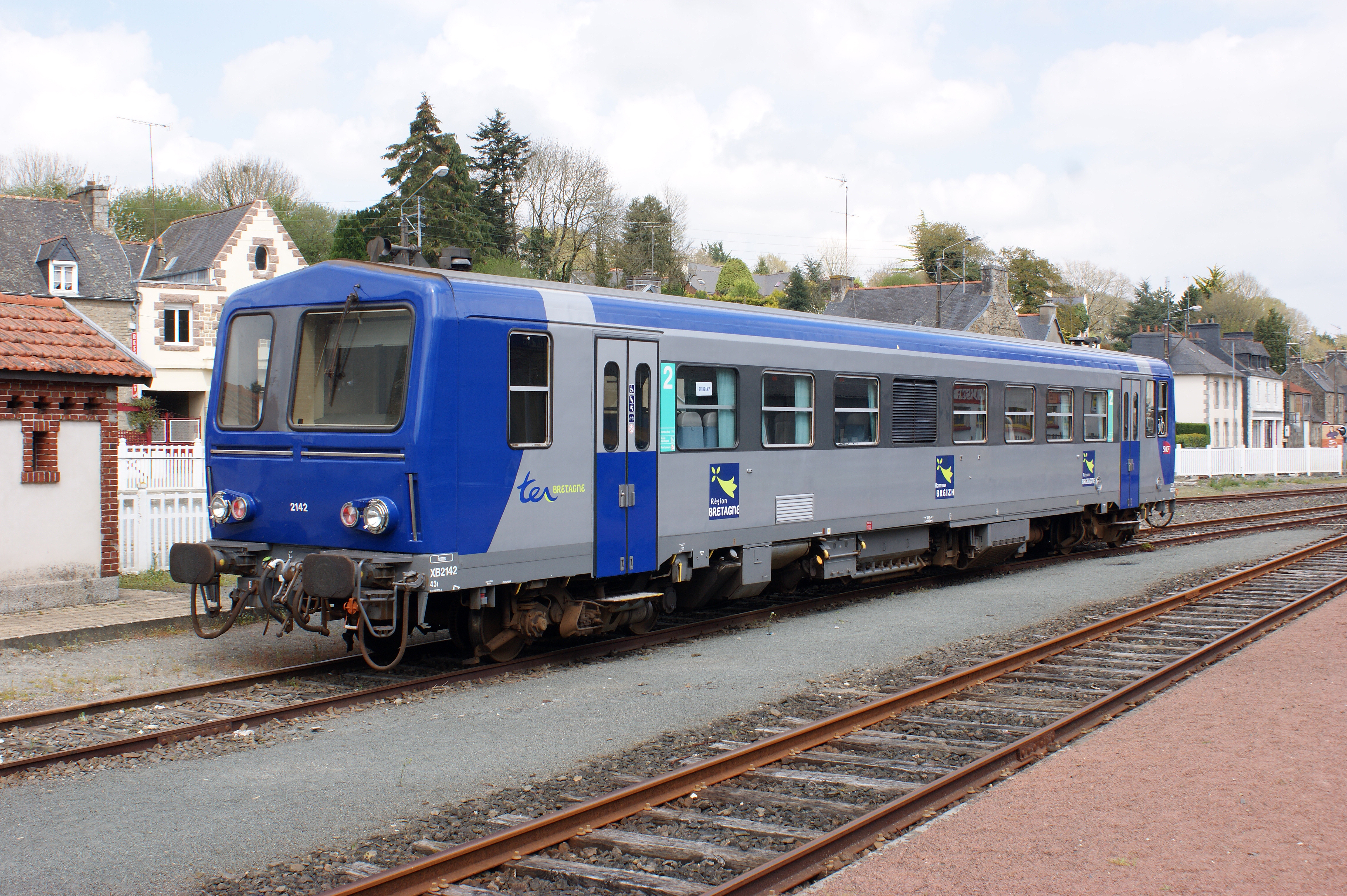
Autorail XB2142 sur une voie de service.
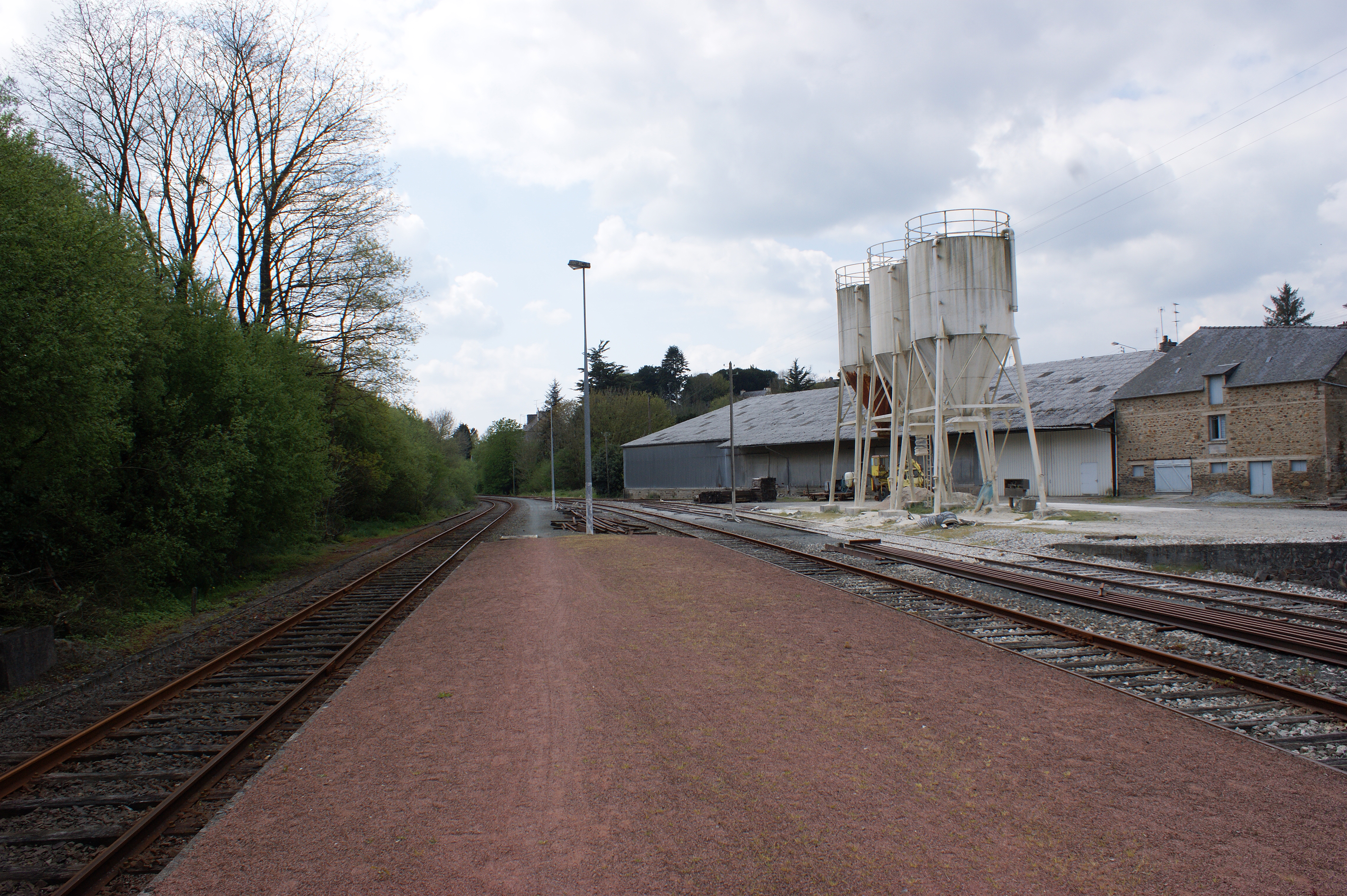
Sortie de la gare en direction de Carhaix.